# Pesa 630M
Pesa 630M – dwuczłonowy szerokotorowy spalinowy zespół trakcyjny produkowany przez Pesa Bydgoszcz. 6 egzemplarzy jest eksploatowanych przez Koleje Ukraińskie (2 sztuki), Kazachskie (1 sztuka) i Litewskie (3 sztuki).

## Historia
Po kilkuletniej eksploatacji wyprodukowanych przez Pesę wagonów spalinowych typów 610M i 620M Koleje Ukraińskie zdecydowały się zakupić pojazdy dwuczłonowe tego samego producenta. Prototyp pojawił się na torach w 2011, od 23 do 27 maja był na testach w Żmigrodzie. Pojazdy dojechały o własnym napędzie do granicy polsko-ukraińskiej (kolejowe przejście graniczne Dorohusk-Jagodzin), gdzie zmieniono osie wózków na szerokotorowe.
Kolejne pojazdy zamówiono do Kazachstanu (1) i na Litwę (3). Koleje Litewskie, podobnie jak ukraińskie, eksploatowały już mniejsze wagony Pesa 620M.

## Konstrukcja
Człony 630M  wywodzą się bezpośrednio od wagonów spalinowych Pesa 620M. Różnią się od nich zastąpieniem jednej kabiny maszynisty przestrzenią pasażerską i dodaniem przejścia międzywagonowego. Możliwa jest rozbudowa do trzy- lub czteroczłonowego SZT.
Pojazdy przeznaczone są do przewozów podmiejskich, wyposażone w klimatyzację i monitoring. Wersja dla Kazachstanu jest przystosowana do przewozu niepełnosprawnych ruchowo. Nowością w stosunku do egzemplarzy dla Kolei Ukraińskich był nowy wygląd czoła oraz udogodnienia dla niepełnosprawnych – dwie windy i przystosowana dla nich toaleta. Pojazdy zamówione dla Litwy mają zwiększoną prędkość maksymalną i posiadają inny wygląd czoła od poprzednich jednostek.
| Numer egzemplarza | Wysokość | Typ silnika     | Liczba i moc silników | Przekładnia                    | Maksymalna prędkość eksploatacyjna | Liczba miejsc siedzących | Źródła      |
| ----------------- | -------- | --------------- | --------------------- | ------------------------------ | ---------------------------------- | ------------------------ | ----------- |
| 001 ÷ 002         | 4222 mm  | MAN D2876LUE623 | 2×385 kW              | hydrodynamiczna Voith Tr211re4 | 120 km/h                           | 192                      | [ 1 ] [ 3 ] |
| 003               | 4500 mm  | MAN             | 2×380 kW              | hydrauliczna Voith             | 120 km/h                           | 175 / 192                | /           |
| 004 ÷ 006         |          | MAN D2876LUE623 | 2×385 kW              | hydrodynamiczna Voith Tr211re4 | 140 km/h                           | 140                      | [ 10 ]      |

## Eksploatacja
| Państwo    | Przewoźnik             | Liczba dostarczonych | Oznaczenie     | Wersja | Lata dostawy | Źródła |
| ---------- | ---------------------- | -------------------- | -------------- | ------ | ------------ | ------ |
| Ukraina    | Ukrzaliznycia          | 2                    | 630M-001 ÷ 002 |        | 2011         | [ 11 ] |
| Kazachstan | Kazakstan temyr żoły   | 1                    | 630M-003       | 630McI | 2012         | [ 12 ] |
| Litwa      | Lietuvos geležinkeliai | 3                    | 630M-004 ÷ 006 |        | 2013         | [ 13 ] |

### Ukraina

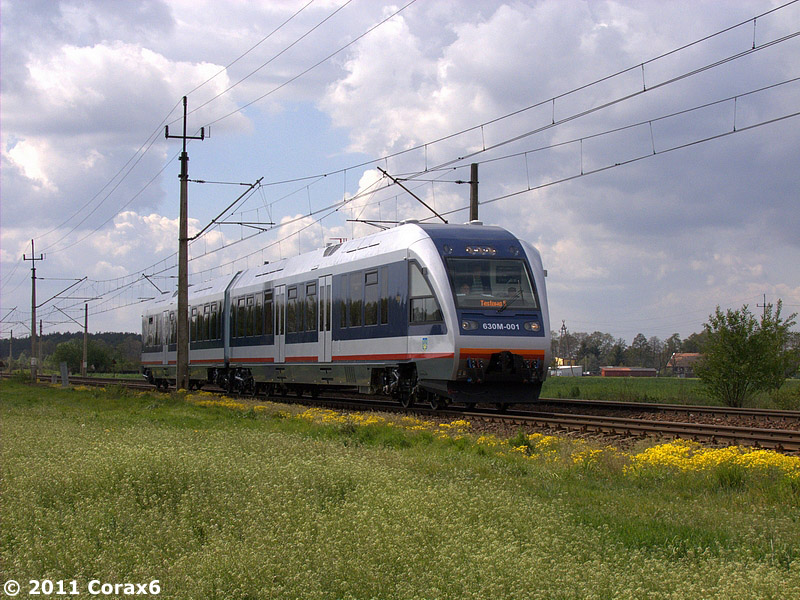
Ukraiński 630M

Uroczystość włączenia do ruchu 630M-001 odbyła się 24 czerwca 2011 na stacji w Winnicy, drugi egzemplarz dostarczono później. Oba pojazdy przewidziano do obsługi połączeń z Greczan do Winnicy i Szepetówki w Dyrekcji Południowo-Zachodniej Kolei Ukraińskich. Na miejsce stacjonowania zespołów wybrano lokomotywownię w Greczanach. 16 lutego 2017 jedna z jednostek została skierowana do obsługi połączenia Iwano-Frankiwsk – Rachów. Natomiast 12 czerwca jeden z pojazdów został skierowany do obsługi nowego, międzynarodowego połączenia UZ Kowel – Chełm.

### Kazachstan

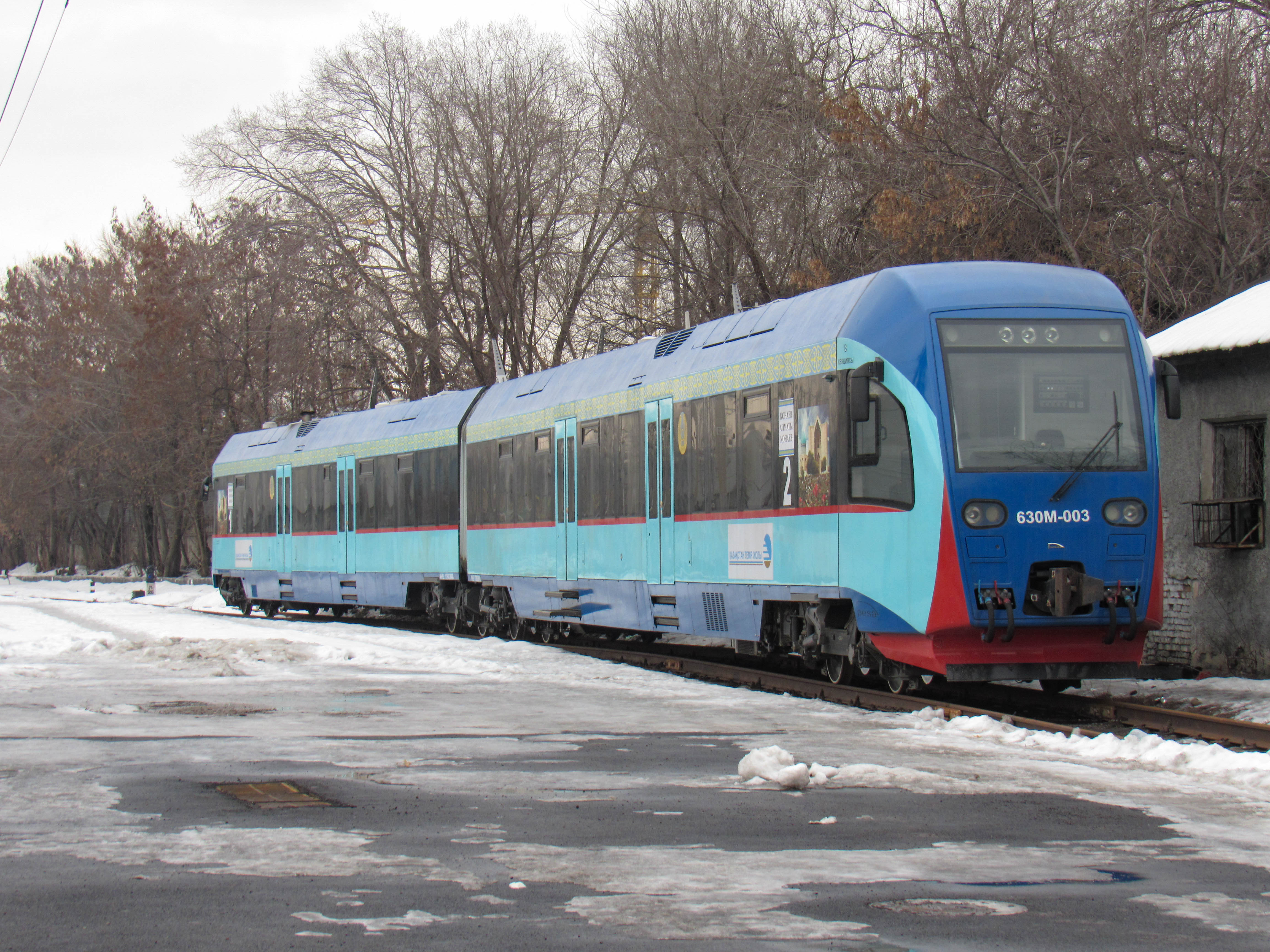
Kazachski 630M

W styczniu 2012 podpisano umowę na dostawę jednego 630M dla spółki Kazakstan temyr żoły. Pojazd dostarczono do Kazachstanu 1 lipca. 4 lipca przekazano przewoźnikowi, a uroczystość z tego powodu odbyła się dzień później. 630M-003 został dostarczony do Kazachstanu do obsługi trasy między Turkiestanem i Szymkentem. Regularne kursy rozpoczęły się 6 lipca 2012. Do końca października 2012 kazachski pojazd kursował trzy razy w tygodniu, obsłużył 51 par połączeń przejeżdżając 22 184 km.

### Litwa

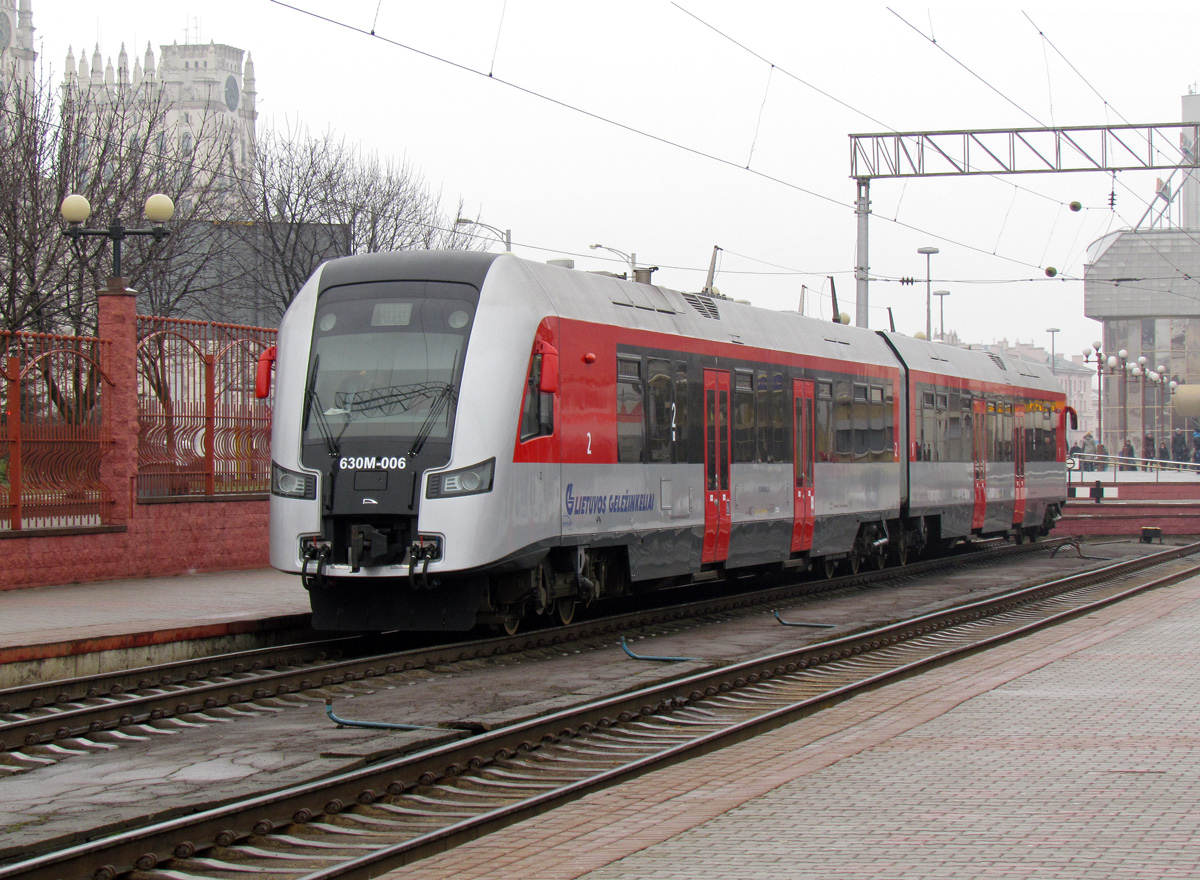
Litewski 630M

18 września 2012 Pesa podpisała umowę z Kolejami Litewskimi na dostawę trzech pojazdów typu 630M. Pierwszy z pojazdów dostarczono na Litwę 23 kwietnia 2013, dostawy miały zakończyć się w grudniu 2013. Dwa pojazdy zostały zakupione do obsługi połączeń na trasie Wilno – Mińsk – Wilno, a trzeci do obsługi tras krajowych. Nowe połączenie między stolicami Litwy i Białorusi, obsługiwane przez 630M, uruchomiono 26 maja 2013. Pociągi pokonywały trasę szybciej niż dotychczas m.in. dzięki usprawnieniu procedur celnych. W połowie listopada dostarczono ostatni – trzeci egzemplarz. 3 stycznia 2014 jeden z SZT 630M rozpoczął obsługę trasy Wilno – Szawle